# Umberto Vincenti
Umberto Vincenti (Padova, 4 ottobre 1957) è un giurista italiano e uno studioso della tradizione giuridica occidentale.

## Biografia
Dal 1986 docente nella Facoltà di Giurisprudenza dell'Università di Trento, dal 1997 è professore ordinario di Diritto romano nell'Università di Padova, dove insegna Fondamenti del diritto europeo e Modelli costituzionali dell'Occidente.
È stato Direttore del Dipartimento di Storia e Filosofia del Diritto, Preside della Facoltà di Giurisprudenza, infine Presidente della Scuola di Giurisprudenza dell'Università di Padova.
Afferisce al Dipartimento di Diritto privato e Critica del diritto, di cui è il Decano.
È uno studioso dell'evoluzione delle forme e dei modelli del diritto occidentale.
La sua produzione si è sviluppata attraverso periodi diversi e successivi: giuridico, retorico, filosofico-politico, storico.
Si è occupato particolarmente della crisi delle categorie tradizionali del diritto privato (persone e cose) e del diritto pubblico (democrazia e stato di diritto); della struttura del ragionamento giuridico in connessione con la precettistica della retorica classica; della repubblica come forma di stato e di governo; dei diritti e dei doveri dei cittadini;  del dissesto istituzionale dell'Italia contemporanea;  della necessità di costruire (o ricostruire) un'etica pubblica repubblicana; delle origini di Roma antica e dei suoi modelli costituzionali..

## Opere
- Cincinnato. L’archetipo dell’uomo repubblicano, Intra, Pesaro, 2025 (open access, link )
- 21 aprile 753. La fondazione immaginata, Rogas, Roma, 2025
- I primi Romani. La Roma senza Città,  Rogas, Roma, 2023
- Il Palatino e il segreto del potere. I luoghi e la costituzione politica della prima Roma, Rogas, Roma, 2022
- Lo studente che sfidò il Papa. Inquisizione e supplizio di Pomponio de Algerio, Laterza, Roma-Bari, 2020
- Categorie del diritto romano. L'ordine quadrato, 4ª ed. Jovene, Napoli, 2019
- Ius Publicum. Storia e fortuna delle istituzioni pubbliche di Roma antica, Jovene, Napoli, 2018 (open access, link )
- La Costituzione di Roma antica, Laterza, Roma-Bari, 2017
- Etica per una repubblica, Mimesis, Milano, 2015
- Di chi è la colpa. Sette possibili cause del dissesto italiano, Donzelli, Roma, 2013
- Diritto e menzogna. La questione della giustizia in Italia, Donzelli, Roma, 2013
- Prima il dovere. Una ragionevole critica dei diritti umani, Jovene, Napoli, 2011
- La repubblica virtuosa. Una proposta per l'Italia, Bruno Mondadori, Milano, 2011
- Diritto privato romano, 2ª ed. Einaudi, Torino, 2010 (con A. Schiavone e altri)
- I fondamenti del diritto occidentale. Un'introduzione storica, Laterza, Roma-Bari, 2010
- Roman Law, in The Classical Tradition, The Harvard University Press, Cambridge, 2010
- Diritti e dignità umana, Laterza, Roma-Bari, 2009
- Metodologia giuridica, 2ª ed. Cedam, Padova, 2008
- Diritto senza identità. La crisi delle categorie giuridiche tradizionali, Laterza, Roma-Bari, 2007
- Individuo e persona. Tre saggi su chi siamo, Bompiani, Milano, 2007 (con G. Boniolo e G. De Anna)
- Giustizia e metodo, 2ª ed. Giappichelli, Torino, 2005
- Comunione residenziale. Supercondominio, condominio complesso, condominio orizzontale, complesso residenziale, Cedam, Padova, 1995
- Il valore dei precedenti giudiziali nella compilazione giustinianea, 2ª ed., Cedam, Padova, 1995
- La partecipazione del senato all'amministrazione della giustizia nei secoli III-VI d.C. (Oriente e Occidente), Cedam, Padova, 1992
- Multiproprieta' immobiliare. La multiproprieta' come tipo di comunione, Cedam, Padova, 1992
- "Duo genera sunt testium". Contributo allo studio della prova testimoniale nel processo romano, Cedam, Padova, 1989
- "Ante sententiam appellari potest".Contributo allo studio dell'appellabilita' delle sentenze interlocutorie nel processo romano, Cedam, Padova, 1986